# سابق کور رنگ بودم
سابق کور رنگ بودم (انگلیسی: I Used to Be Color Blind) ترانه‌ای محبوب از ایروینگ برلین می‌باشد. ترانه سابق کور رنگ بودم برای فیلم بی‌غم محصول ۱۹۳۸ میلادی ساخته شد. این ترانه در ابتدا توسط فرد آستر معرفی شده بود.